# Bruno Schüller
Bruno Schüller SJ (* 9. November 1925 in Rhens, Landkreis Mayen-Koblenz; † 30. Oktober 2007 in Münster) war ein deutscher Jesuit und Moraltheologe.

## Leben
Bruno Schüller trat 1946 in die Norddeutsche Provinz der Gesellschaft Jesu ein. Er studierte Philosophie an der Hochschule für Philosophie München in Pullach bei München und Theologie an der Philosophisch-theologischen Hochschule Sankt Georgen in Frankfurt am Main und an der Päpstlichen Universität Gregoriana PUG in Rom. An der PUG wurde er 1963 mit einer moraltheologischen Arbeit Die Herrschaft Christi und das weltliche Recht bei Josef Fuchs zum Dr. theol. promoviert. 1956 empfing er die Priesterweihe im Kaiserdom St. Bartholomäus in Frankfurt am Main.
1961 wurde er Dozent für Moraltheologie an der Philosophisch-theologischen Hochschule Sankt Georgen. 1968 erhielt er einen Ruf als Professor für Moraltheologie an die Ruhr-Universität Bochum. 1974 wechselte er auf den Lehrstuhl für Moraltheologie an die Westfälische Wilhelms-Universität in Münster und wurde Direktor des Seminars für Moraltheologie. Er lehnte Rufe an die Universität Regensburg, die Catholic University of America CUA und die Georgetown University in Washington, D.C. ab.
1991 wurde er emeritiert.

## Wirken
Bruno Schüller engagierte sich insbesondere bei der Neubegründung ethischer Normen. Er plädierte für eine „teleologische Ethik“, die Urteile über sittliches Handeln von deren Ziel her fällt.
Sein Werk „Die Begründung sittlicher Urteile“ aus dem Jahre 1973 gilt als Standardwerk der zeitgenössischen Moraltheologie. Seit 1973 war er Herausgeber der „Moraltheologischen Studien“.
Schüller war langjähriges Mitglied der „Societas Ethica“ und der Ethikkommission der Universität Münster.

## Ehrungen und Auszeichnungen
Bruno Schüller wurde 1984 von der evangelischen Fakultät der Universität Lund, Schweden, mit der Ehrendoktorwürde geehrt. Seit 1986 war er Mitglied der Nordrhein-Westfälischen Akademie der Wissenschaften und der Künste.

## Schriften
- Die Herrschaft Christi und das weltliche Recht. Die christologische Rechtsbegründung in der neueren protestantischen Theologie. Rom 1963.
- Gesetz und Freiheit. Patmos, Düsseldorf 1966.
- Lehramt der Kirche und Gewissensfreiheit der Gläubigen. Butzon & Bercker, Kevelaer 1969.
- Zu den Schwierigkeiten, die Tugend zu rehabilitieren. In: Theologie und Philosophie, Jg. 58 (1983), S. 535–555.
- Die Begründung sittlicher Urteile. Typen ethischer Argumentation in der katholischen Moraltheologie. Patmos, Düsseldorf 1973; 3. Auflage 1987, ISBN 3-491-00419-5.
- Der menschliche Mensch. Aufsätze zur Metaethik und zur Sprache der Moral. Patmos, Düsseldorf 1982, ISBN 3-491-71054-5.
- Pluralismus in der Ethik. Aschendorff, Münster 1988, ISBN 3-402-03960-5.
- Überlegungen zum „Gewissen“. Westdeutscher Verlag, Opladen 1991, ISBN 3-531-07311-7.